# アレルギー性紫斑病
アレルギー性紫斑病（アレルギーせいしはんびょう）とは、アレルギー性機序により血管が障害を受け、四肢末梢の紫斑を主としたさまざまな症状を呈する疾患である。好発年齢は4 - 7歳であり、男女差はみられない。別名として、「アナフィラクトイド紫斑病」「血管性紫斑病」「IgA血管炎」「ヘノッホ・シェーンライン（Henoch-Schönlein）紫斑病」等がある。

## 原因
詳細な原因は不明ながら、種々のウイルス感染症や細菌感染症に続発することが多い。特に、A群β溶血性連鎖球菌(GAS)感染症に続発するものはよく知られており、上気道感染が先行することがある。また、胆石、薬剤や食物などとの関連が示唆されることもある。

## 病態生理
免疫応答の異常が強く推察されている。特にIgA抗体の高値やIgA免疫複合体の検出などが報告されており、発症にIgAの免疫複合体が関与していることが疑われる。組織学的には糸球体血管壁にIgA、補体C3の沈着、皮膚毛細血管では好中球浸潤が見られ、紫斑部位では好中球破砕性血管炎が特徴的である。以上のことから、先行感染や食物、薬剤などに対して異常な免疫応答によりIgA抗体の産生が亢進し、IgA免疫複合体を形成したのち、この免疫複合体が血管壁に付着し、局所でのサイトカイン等の産生が増加した結果、血管透過性の亢進や血管壁の脆弱化を伴う血管炎が起こり、紫斑、浮腫などを来たすと考えられている。

## 主要徴候

### 発疹
下肢から臀部を中心に、左右対称性に特有の紫斑が出現する。血小板減少性紫斑病とは異なり、若干膨隆して触知可能な紫斑(palpable purpura)が特徴的である。皮疹は新旧が混在し、色調は赤色調から青紫、形状も点状から不整形な紫斑と多様である。
血管壁が脆弱となるために、機械的刺激を受けた部分で小血管が破綻し、皮下に出血することで紫斑が出現する。このため機械的刺激を受けやすい四肢末梢や、関節付近の皮膚に多く紫斑ができ、体幹や顔面には少ない。血圧計のマンシェットなどで静脈の還流を阻害（駆血）すると、駆血した部分より末梢に多数の紫斑が出現する（ルンペル・レーデ試験）。

### 腹痛
腸管の血管透過性亢進のために、腸管壁が浮腫を来すことが腹痛の主な原因と考えられる。時に激痛であり、紫斑が出現する前に腹痛が出現した場合など、虫垂炎を疑われる場合もある。嘔吐や粘血便を伴う症例や腸重積を合併する例もときに見られる。

### 浮腫
血管透過性の亢進のために、局所的に細胞外液の量が増加し、浮腫（むくみ）を来たす。このような局所的な浮腫は、血管性浮腫あるいはクインケの浮腫とも呼ばれる（クインケの浮腫の原因は、アレルギー性紫斑病に限らない）。

### 腎炎
紫斑病性腎炎は20〜60%に合併するとされる。このため、アレルギー性紫斑病では定期的に尿検査を行う必要がある。血尿単独では重大な合併症とはならないが、蛋白尿が持続する例、高血圧となる例などでは腎炎としての治療が必要となる。腎の病理組織所見は、IgA腎症とほぼ同じであり、アレルギー性紫斑病自体をIgA腎症と同一スペクトラムの疾患と考える意見や、IgA腎症をアレルギー性紫斑病の症状が腎に限局された症例と考える意見もある。

### 関節痛
下肢、特に膝の関節痛がしばしばみられる。しかし、関節炎とは異なり、関節が腫脹することは少ない。機能障害や関節の変形は起こらない。

## 検査
紫斑が出現する他の疾患、すなわち特発性血小板減少性紫斑病、血友病、白血病などの鑑別が必要となる。また、腹痛が先行する例では虫垂炎、腸重積などの鑑別が必要である。

### 血液所見
おおむね正常であることがこの疾患の特徴である。すなわち、血小板減少はなく（白血病、血小板減少性紫斑病との鑑別）、プロトロンビン時間(PT)、活性化部分トロンボプラスチン時間(APTT)の延長も示さない（血友病との鑑別）。出血時間は正常。毛細血管抵抗試験（ルンペル・レーデ試験）陽性。凝固第XIII因子の活性低下を認めることがあるが、一般的な検査項目ではない。また、A群β溶血性連鎖球菌感染症後では、抗ストレプトリシンO(ASLO)抗体、抗ストレプトキナーゼ(ASK)抗体の上昇を認める。

### 尿所見
しばしば、肉眼的血尿を伴うが、蛋白尿を伴うことは比較的少ない。ミオグロビン尿は認めない。

### 腹部超音波所見
腹痛を伴う例、腹痛が先行する例では重要な検査である。虫垂の粘膜肥厚･腫脹（虫垂炎）がないことを確認する。腸管の浮腫を認めることが多く、ときに腸重積、腸閉塞を合併しているため、こちらの検索も重要である。

### 細菌検査
咽頭培養を行う。これはA群β溶血性連鎖球菌(GAS)を保菌している例がみられるからである。GAS保菌者ではペニシリン系の内服により除菌を試みる必要がある。また、1〜4週間程度前に発熱や咽頭痛などで抗菌薬を処方されたことのある患者では、GASの生菌がいなくても、迅速抗原検査で検出できることがある。

## 治療
症状が紫斑のみである場合、無治療で経過観察する。機械的刺激のある部分で紫斑が悪化するため、安静を心がける必要はある。また、腎炎の発症の可能性があるため、定期的な尿検査が必要。腹痛･関節痛などで日常生活が困難となった場合、入院加療が必要となる。副腎皮質ステロイドの投与が急性期症状の改善に有効であるが、特に腹痛を伴う例では消化管からの吸収に期待できないため、ステロイドは静脈内投与することが多い。